# Oscar insanguinato
Oscar insanguinato (Theatre of Blood) è un film del 1973 diretto da Douglas Hickox.

## Trama
Edward Lionheart è un anziano attore shakespeariano, gigione, purista e di antica impostazione. Snobbato da un pool di critici teatrali, negandogli un importante premio (nulla a che vedere con quello hollywoodiano del titolo italiano), egli decide di vendicarsi ferocemente.
Aiutato da sua figlia Edwina, Lionheart si finge morto e fa giustizia dei suoi detrattori, inscenando per ognuno un delitto ispirato ad alcune tragedie di William Shakespeare e da lui recitate: Giulio Cesare, con l'accoltellamento della prima vittima da parte di un gruppo di barboni; Troilo e Cressida con lo scempio di un corpo trascinato da cavalli come Ettore ucciso da Achille; Cimbelino, con una singolare decapitazione da un'équipe chirurgica; Il mercante di Venezia con lo squartamento del petto in un improvvisato teatro, e il prelevamento della celebre "libbra di carne"; Riccardo III con l'annegamento in una botte di vino in un'enoteca, come Clarence; Otello dove la vittima viene convinta di un inesistente tradimento coniugale arrivando ad uccidere sua moglie, subendo una condanna all'ergastolo; Enrico VI dove il rogo di Giovanna d'Arco ha luogo su un'improvvisata sedia elettrica in un salone di parrucchiere e Tito Andronico dove ad un goloso critico viene servito a sua insaputa un pasticcio cucinato con i suoi cani, che - come egli dice - ama come se fossero suoi figli, per quindi esser costretto ad ingurgitarlo fino alla morte per soffocamento.
Il coprotagonista, il critico Devlin, viene risparmiato in un duello con Lionheart, armato di fioretto con lama tagliente, esattamente come tra Tibaldo e Mercuzio in Romeo e Giulietta, ma nel finale sta per subire il martirio del Re Lear per accecamento. Egli tuttavia, viene salvato in extremis e morto Lionheart, deve riconoscergli l'abilità nell'"uscire di scena".

## Curiosità
Tramite questo film Vincent Price conobbe l’attrice australiana Coral Browne. Si sposarono nel 1974; Price si convertì al cattolicesimo e lei divenne cittadina americana. Per Price fu il terzo ed ultimo matrimonio, terminato con la morte di lei a causa di un cancro al seno, avvenuta nel 1991.

## Produzione
Il film uscì nel 1973 quando Vincent Price era già un attore affermato grazie soprattutto alle interpretazioni nei films diretti da Roger Corman basati sulle opere di Edgar Allan Poe. Nel 1971 raggiunse l’apice del successo con il film L'abominevole dr. Phibes. I film potrebbero sembrare molto simili effettivamente: in questo caso la vendetta si basa sulle opere di Shakespeare mentre nell’altro film la vendetta si basa sulle piaghe d’Egitto. A differenza dell’altro film, questo non risulta avere un sequel.